# UFC Fight Night: Хендрикс vs. Томпсон
UFC Fight Night: Hendricks vs. Thompson (также известно как UFC Fight Night 82) — событие организации смешанных боевых искусств Ultimate Fighting Championship, которое прошло 6 февраля 2016 года в спортивном комплексе MGM Grand Garden Arena в Лас-Вегасе, штат Невада, США. Оригинальное название турнира UFC 196 было заменено на UFC Fight Night 82 после утраты титульного боя в тяжёлом весе.

## Положение до турнира
Первоначально организацией планировалось провести поединок-реванш между действующим чемпионом UFC в тяжёлом весе Фабрисиу Вердумом и бывшим чемпионом в этом весе Кейном Веласкесом. 24 января, за тринадцать дней до турнира Веласкес вынужден был выбыть из-за травмы спины, на замену заявили Стипе Миочича. А днём позже стало известно, что Вердум тоже снимается с боя, ссылаясь на травмы ноги и спины. Лишившись обоих бойцов, президент организации Дэйна Уайт сообщил в интервью, что мероприятие не будет транслироваться через систему платных трансляций (англ. «pay-per-view»), а возглавит его пятираундовый поединок в полусреднем весе между Джони Хендриксом и Стивеном Томпсоном. Оба бойца первоначально значились во втором по значимости бою вечера.
Новичок UFC Мики Галл, который на этом событии проведёт свой первый профессиональный бой, уже запомнился тем, что бросил вызов бывшему чемпиону WWE в тяжёлом весе Филлипу Бруксу (более известному как СМ Панк). Дэйна Уайт сообщил, что если Галл одержит победу здесь, то будет драться с Бруксом.

## Результаты
| Категория                            |                  |      |                   | Способ                                        | Раунд | Время |
| Основные бои (Fox Sports 1)          |                  |      |                   |                                               |       |       |
| Полусредний вес                      | Стивен Томпсон   | поб. | Джони Хендрикс    | Технический нокаут (удары)                    | 1     | 3:31  |
| Тяжёлый вес                          | Рой Нельсон      | поб. | Джаред Рошолт     | Единогласное решение (30-27, 30-27, 29-28)    | 3     | 5:00  |
| Полутяжёлый вес                      | Овинс Сен-Прё    | поб. | Рафаэл Кавалканти | Единогласное решение (30-27, 30-27, 29-28)    | 3     | 5:00  |
| Наилегчайший вес                     | Джозеф Бенавидес | поб. | Зак Маковски      | Единогласное решение (30-27, 29-28, 29-28)    | 3     | 5:00  |
| Полутяжёлый вес                      | Миша Циркунов    | поб. | Алекс Николсон    | Болевой приём (ущемление шеи)                 | 2     | 1:28  |
| Полусредний вес                      | Майк Пайл        | поб. | Шон Спенсер       | Технический нокаут (удары локтями и коленями) | 3     | 4:25  |
| Предварительные бои (Fox Sports 1)   |                  |      |                   |                                               |       |       |
| Лёгкий вес                           | Джош Бёркман     | поб. | Кей Джей Нунс     | Единогласное решение (30-27, 30-27, 30-27)    | 3     | 5:00  |
| Тяжёлый вес                          | Деррик Льюис     | поб. | Дамиан Грабовский | Технический нокаут (удары)                    | 1     | 2:17  |
| Наилегчайший вес                     | Джастин Скоггинс | поб. | Рей Борг          | Единогласное решение (30-27, 30-27, 30-26)    | 3     | 5:00  |
| Полулёгкий вес                       | Диего Ривас      | поб. | Ноад Лахат        | Нокаут (удар коленом в прыжке)                | 2     | 0:23  |
| Предварительные бои (UFC Fight Pass) |                  |      |                   |                                               |       |       |
| Полусредний вес                      | Мики Галл        | поб. | Майк Джексон      | Удушающий приём (сзади)                       | 1     | 0:45  |
| Полулёгкий вес                       | Алекс Уайт       | поб. | Артём Лобов       | Единогласное решение (30-27, 30-27, 30-27)    | 3     | 5:00  |

## Награды
Следующие бойцы получили бонусные выплаты в размере $50 000:
- Лучший бой вечера: Майк Пайл против Шона Спенсера
- Выступление вечера: Стивен Томпсон и Диего Ривас

## Выплаты
Ниже приводятся суммы официальных выплат, опубликованные Атлетической Комиссией штата Невада. Они не включают спонсорских денег, прибыли за продажу платных трансляций и призовых за награды.
- Стивен Томпсон: $48 000 (включая бонус за победу $24 000) поб. Джони Хендрикса ($100 000)
- Рой Нельсон: $125 000 (включая бонус за победу $50 000) поб. Джареда Рошолта ($33 000)
- Овинс Сен-Прё: $102 000 (включая бонус за победу $51 000) поб. Рафаэла Кавалканте ($42 000)
- Джозеф Бенавидес: $118 000 (включая бонус за победу $59 000) поб. Зака Маковски ($19 000)
- Миша Циркунов: $24 000 (включая бонус за победу $12 000) поб. Алекса Николсона ($10 000)
- Майк Пайл: $106 000 (включая бонус за победу $53 000) поб. Шона Спенсера ($17 000)
- Джош Бёркман: $90 000 (включая бонус за победу $45 000) поб. Кей Джея Нунса ($34 000)
- Деррик Льюис: $50 000 (включая бонус за победу $25 000) поб. Дамиана Грабовского ($18 000)
- Джастин Скоггинс: $34 000 (включая бонус за победу $17 000) поб. Рея Борга ($18 000)
- Диего Ривас: $20 000 (включая бонус за победу $10 000) поб. Ноада Лахата ($17 000)
- Мики Галл: $20 000 (включая бонус за победу $10 000) поб. Майка Джексона ($10 000)
- Алекс Уайт: $24 000 (включая бонус за победу $12 000) поб. Артёма Лобова ($13 000)